# Comisión Nacional de Seguridad Nuclear y Salvaguardias
La Comisión Nacional de Seguridad Nuclear y Salvaguardias, (CNSNS) es un organismo descentralizado de la Secretaría de Energía, que tiene como objetivo asegurar y vigilar el cumplimiento de las normas de seguridad en materia nuclear, radiológica, física y de salvaguardias, en las instalaciones en donde se involucre el uso de materiales radiactivos en México.

## Historia
La Comisión Nacional de Seguridad Nuclear y Salvaguardias fue creada mediante la Ley reglamentaria del Artículo 27 Constitucional en materia nuclear que fue publicada en el Diario Oficial de la Federación el 26 de enero de 1979.
Fueron creados al mismo tiempo la Comisión Nacional de Energía Atómica (CNEA), el Instituto Nacional de Investigaciones Nucleares (ININ) y Uranio Mexicano (URAMEX), una compañía que pretendía ser la agencia mediante la cual el estado mexicano explotara y comercializara de manera exclusiva minerales radioactivos en el territorio nacional de igual manera que lo hacía Petróleos Mexicanos (PEMEX) en ese entonces con recursos del subsuelo. 
Con la Ley reglamentaria del Artículo 27 Constitucional en materia nuclear de 1985 quedaron reducidos reducidos estos organismos a solo el ININ y la CNSNS.

## Funciones
- Vigilar la aplicación de las normas de seguridad nuclear, radiológica, física y las salvaguardias para que el funcionamiento de las instalaciones nucleares y radiactivas se lleven a cabo con la máxima seguridad para los habitantes del país.
- Vigilar que en el territorio de los Estados Unidos Mexicanos se cumpla con las disposiciones legales y los tratados internacionales de los que México sea signatario, en materia de seguridad nuclear, radiológica, física y de salvaguardias.
- Revisar, evaluar y autorizar las bases para el emplazamiento, diseño, construcción, operación, modificación, cese de operaciones, cierre definitivo y desmantelamiento de instalaciones nucleares y radiactivas; así como todo lo relativo a la fabricación, uso, manejo, almacenamiento, reprocesamiento y transporte de materiales y combustibles nucleares, materiales radiactivos y equipos que los contengan.
- Expedir, revalidar, reponer, modificar, suspender y revocar, los permisos y licencias requeridos para las instalaciones radiactivas de acuerdo a las disposiciones legales, así como recoger y retirar en su caso los utensilios, equipos, materiales existentes y, en general, cualquier bien mueble contaminado, en dichas instalaciones.
- Establecer y manejar el sistema nacional de registro y control de materiales y combustibles nucleares.
- Emitir opinión previa a la autorización de importaciones y exportaciones de materiales radiactivos y equipos que los contengan, así como de materiales y combustibles nucleares, para los efectos de seguridad, registro y control.
- Proponer las normas, revisar, evaluar y, en su caso, autorizar las bases para el diseño, la construcción, adaptación, preparación, operación, modificación y cese de operaciones de instalaciones para la extracción y tratamiento de minerales radiactivos.
- Proponer criterios de seguridad, registro y control que regulen la importación y exportación de los materiales y combustibles nucleares.
- Intervenir en la celebración de los convenios o acuerdos de cooperación que se realicen por la Secretaría de Energía e Industria Paraestatal, con otras entidades nacionales en materia de seguridad nuclear, radiológica y física, y de salvaguardias.[4]

### Funciones del director general
- Representar a la Comisión Nacional de Seguridad Nuclear y Salvaguardias y ejercer el presupuesto autorizado.
- Nombrar y remover al personal técnico y administrativo, así como intervenir en el desarrollo, capacitación, promoción y adscripción del personal a su cargo; autorizar los movimientos internos del personal, así como licencias considerando las necesidades del servicio, y participar directamente o a través de un representante en los casos de sanciones, remoción y cese de su personal en los términos de las disposiciones jurídicas aplicables y las Condiciones Generales de Trabajo.
- Participar en los Comités Consultivos Nacionales de Normalización en las materias relacionadas con el ejercicio de sus atribuciones, así como en los subcomités y grupos de trabajo respectivos.
- Certificar, verificar, supervisar, vigilar e inspeccionar la aplicación y el cumplimiento de las normas oficiales mexicanas, que en la materia de su competencia se expidan.
- Ejercer con estricto apego a los ordenamientos jurídicos y administrativos aplicables en materia de adquisiciones, arrendamientos de bienes muebles y prestación de servicios de cualquier naturaleza, las atribuciones siguientes:

a) Emitir las políticas, bases y lineamientos para la planeación, programación, presupuestación, contratación, gasto y control de las adquisiciones y arrendamientos de bienes muebles y la prestación de servicios de cualquier naturaleza;
b) Autorizar la erogación para la contratación de servicios de consultorías, asesorías, estudios e investigaciones;
c) Recibir para su consideración las políticas, bases y lineamientos en materia de adquisiciones, arrendamientos y servicios, así como las propuestas de autorizaciones de los supuestos no previstos en dichas políticas, bases y lineamientos, que le presente el comité respectivo de conformidad con la Ley de Adquisiciones, Arrendamientos y Servicios del Sector Público;
- Ejercer con estricto apego a los ordenamientos jurídicos y administrativos aplicables en materia de obras públicas y servicios relacionados con las mismas, las atribuciones siguientes:

a) Emitir las políticas, bases y lineamientos para la planeación, programación, presupuestación, contratación, gasto, ejecución y control de las Obras Públicas y Servicios Relacionados con las mismas;
- Vigilar que la exploración, explotación y beneficio de minerales radiactivos, el aprovechamiento de los combustibles nucleares, los usos de la energía nuclear y, en general, que todas las actividades relacionadas con la misma se lleven a cabo con apego a las disposiciones jurídicas sobre seguridad nuclear, radiológica, física y de salvaguardias, en las instalaciones nucleares o radiactivas, de manera que se eviten riesgos a la salud humana y se asegure la preservación del equilibrio ecológico y la protección al ambiente.
- Expedir, revalidar, reponer, modificar, suspender y revocar los permisos y licencias para las instalaciones radiactivas y prestadores de servicios de las mismas, así como al personal que en ellas laboren.
- Regular y autorizar la gestión de residuos nucleares y radiactivos, así como su almacenamiento y depósito.
- Autorizar la importación, exportación, posesión, transferencia, almacenamiento, transporte, destino o disposición final de materiales y combustibles nucleares, con la participación que corresponda a otras dependencias.
- Intervenir y suscribir convenios, acuerdos y compromisos internacionales de carácter bilateral y multilateral, en materia de seguridad nuclear, seguridad radiológica, seguridad física y salvaguardias.
- Ejecutar y dar seguimiento a tratados y convenciones en materia de seguridad nuclear, seguridad radiológica, seguridad física y salvaguardias, así como a los convenios, acuerdos y compromisos internacionales a que se refiere la fracción anterior.
- Integrar los avances tecnológicos en seguridad nuclear, radiológica, física y de salvaguardias en sus funciones de regulador, así como realizar desarrollos tecnológicos propios para sustentar técnicamente su toma de decisiones.
- Expedir y ordenar la publicación en el Diario Oficial de la Federación, de declaratorias relativas a las determinaciones de combustible nuclear, material básico, material fisionable especial y mineral radiactivo.
- Expedir las normas que regularán el empleo de reactores nucleares, así como vigilar el cumplimiento de las mismas.
- Emitir la regulación en materia de almacenamiento, transporte, y depósito de combustibles nucleares y de desechos radiactivos.
- Emitir las autorizaciones para la producción, el uso y aplicación de radioisótopos distintos de los fabricados a partir de combustible nuclear.[5]

### Tratados bilaterales

#### Acuerdos
- España: Cooperación técnica e intercambio de información sobre regulaciones, prácticas en materia de seguridad nuclear y protección radiológica.
- Estados Unidos De América: Intercambio de información técnica y cooperación en aspectos de seguridad nuclear e investigación relacionada con la reglamentación de la seguridad e impacto radiológico ambiental de las instalaciones nucleares.
- Guatemala: Acuerdo bajo el cual se desarrollan proyectos de cooperación científico técnica.
- Cuba: Fortalecer los vínculos de cooperación en materia de seguridad nuclear y protección radiológica de conformidad con sus respectivas leyes y reglamentos.

#### Convenios
- Canadá: Memorando de entendimiento para cooperación en los usos pacíficos de la energía nuclear.
- Australia:Cooperación en el uso pacífico de la energía nuclear y transferencia de material nuclear.

Arreglo para asegurar el cumplimiento efectivo de las obligaciones del acuerdo de cooperación en el uso pacífico de la energía nuclear.

### Tratados multilaterales
- Acuerdo sobre privilegios e inmunidades del Organismo Internacional de Energía Atómica
- Convención de Seguridad Nuclear

## Misión
Asegurar que las actividades en donde se involucren materiales nucleares, radiactivos y fuentes de radiación ionizante se lleven al cabo con la máxima seguridad, considerando los desarrollos tecnológicos actuales

## Visión
Ser un órgano regulador con cabal autonomía en las decisiones técnicas, y de excelencia reconocida en el ámbito nacional e internacional con base a la capacidad técnica y moral de su personal.